# Rumpler C.IV
Rumpler C.IV byl německý jednomotorový dvoumístný dvoupříhradový dvouplošný průzkumný letoun smíšené konstrukce s pevným záďovým podvozkem.

## Vývoj
Letoun Rumpler C.IV, odvozený ze stroje C.III, poprvé vzlétl v září roku 1916. Pohon zajišťoval kapalinou chlazený řadový šestiválec Mercedes D.IVa. Výzbroj sestávala ze synchronizovaného kulometu Maxim LMG.08/15 v trupu vpravo před pilotem a pohyblivého Parabellum LMG.14 pozorovatele. Na pravé straně jeho prostoru se nacházela pumovnice na čtyři 25 kg pumy.
Dne 18. října 1916 prototyp stroje s plným bojovým nákladem a zásobou paliva na 3,5 h letu dosáhl rychlosti 165 km/h a vystoupil do 5000 m za 33 minuty. Jeho sériová výroba byla zahájena ihned po odstranění obtíží s chladičem. Prototyp na rozdíl od sériových strojů neměl kýlovku. Idflieg 10. února 1917 povolil výrobu i užívání typu na všech frontách.
První operační zkušenosti ukázaly nutnost zesílení kostry trupu, rovněž jeho plátěný potah nahradila převážně překližka. Také řídící páky následně nahradilo volantové řízení. V květnu 1917 dosavadní vrtulový kužel nahradila oblá příď, zvyšující rychlost až o 15 km/h zvýšenou účinností vrtule.
Vedle pohonných jednotek Mercedes měly sériové C.IV překomprimovaný Maybach Mb.IVa o výkonu 180 kW, s nímž plnily výškové fotoprůzkumné akce. Šestiválec Busse & Selve BuS.IVa o 191 kW měly vedle Mercedesů instalovány letouny vyráběné licenčně leteckým výrobcem Bayerische Rumpler Werke v Augsburgu. Na 300 exemplářů cvičných C.IV bylo objednáno u společnosti Pfalz Flugzeugwerke ve Špýru, další objednávky pak následovaly u mateřské továrny v Johannisthalu.

## Nasazení

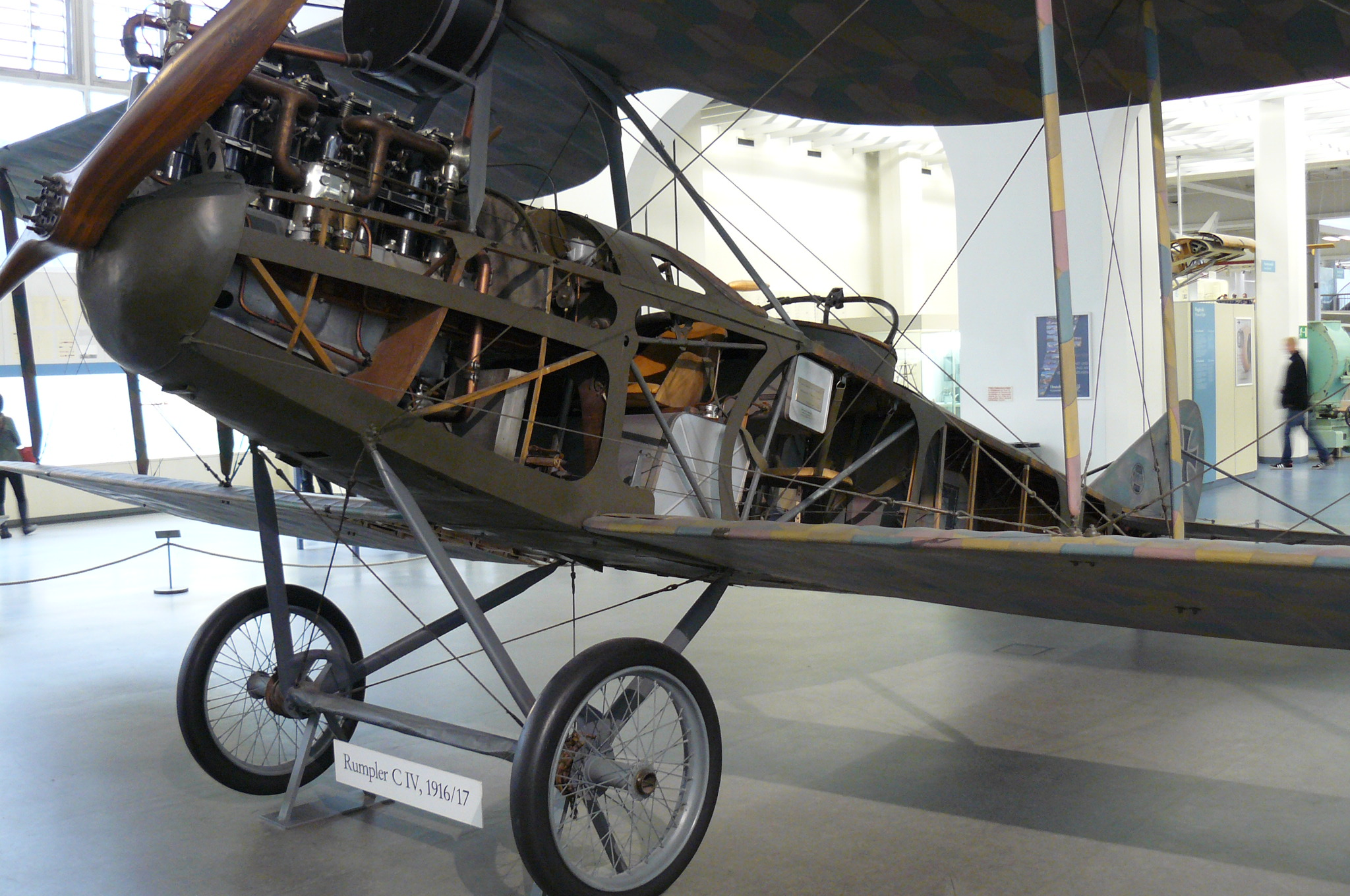
Rumpler C.IV v Deutsches Museum

Jako jeden z prvních dostal 21. února 1917 pět C.IV Flieger-Abteilung 18. Letouny pak obdržela celá řada leteckých oddílů, například č.7, bavorské 46b a 48b, (A)202, (A)209, (A)224, (A)235, (A)254, (A)276 (A)277 a také námořní 2. Marine-Flieger Abteilung.
Od poloviny října 1917 létaly osádky výškových Rumplerů C.IV při fotoprůzkumných akcích trvajících až 6 hodin ve výškách 6000 až 7000 m a proto užívaly elektricky vyhřívané oděvy a dýchaly čistý kyslík. Z důvodu zvýšení operačního dostupu začaly v lednu 1918 pokusy s instalací kompresoru do jednoho Rumpleru C.IV(Pfalz).
Koncem dubna 1917 bylo na západní frontě 24 kusů, 31. srpna 257, 31. prosince 208, 30. dubna 1918 ještě 194 a 31. srpna 116. Typ sloužil do konce války, po jejím ukončení užívalo šest strojů nově utvořené Polské letectvo.

## Specifikace (C.IV s motorem Mercedes D.IVa)

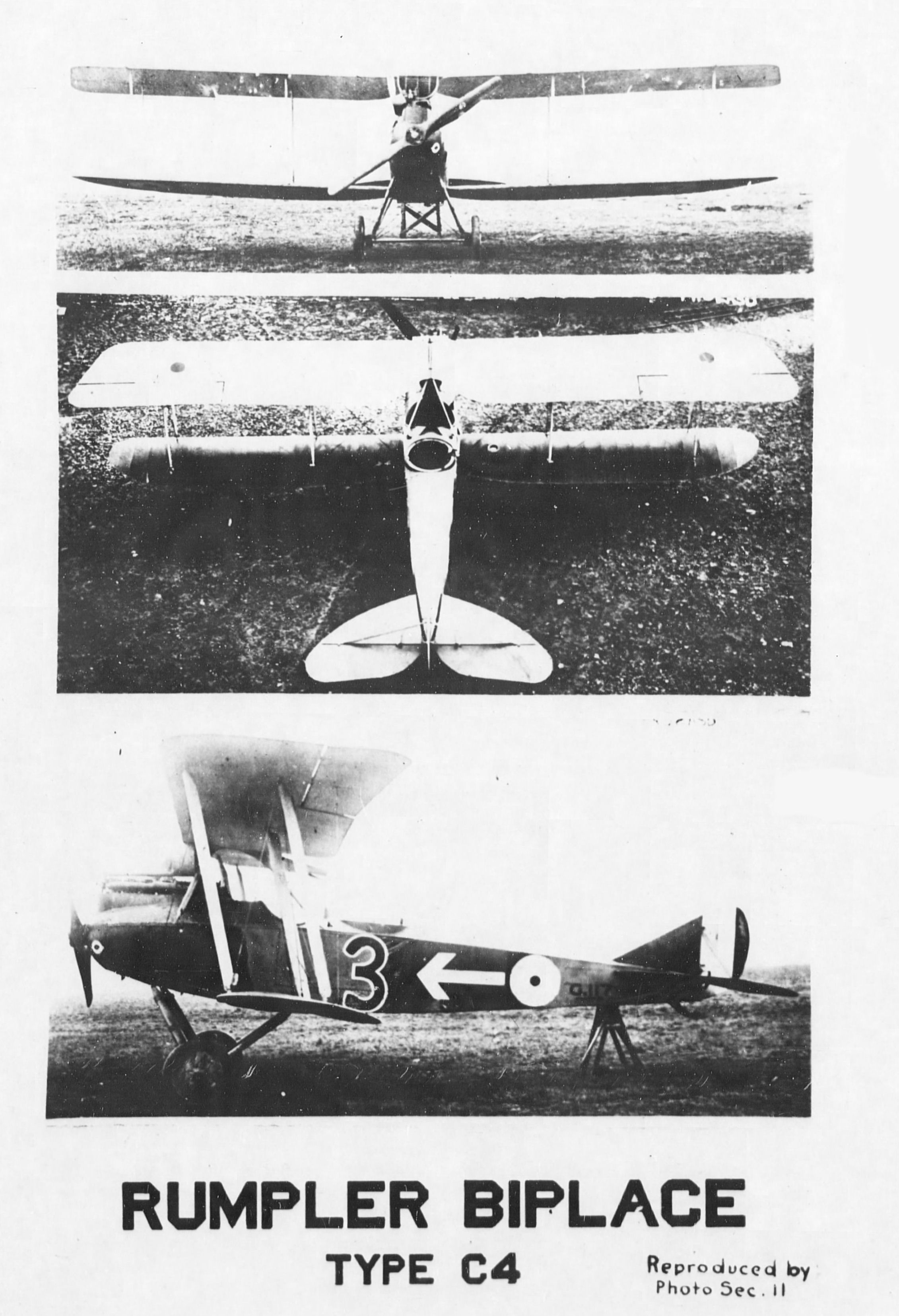
Pohledy na Rumpler C.IV ukořistěný Dohodou

Údaje podle 

### Technické údaje
- Osádka:
- Rozpětí: 12,66 m
- Délka: 8,40 m
- Výška: 3,20 m
- Nosná plocha: 34,80 m²
- Hmotnost prázdného letounu: 1017 kg
- Vzletová hmotnost: 1630 kg
- Pohonná jednotka: 1 × kapalinou chlazený šestiválcový řadový motor Mercedes D.IVa[3]
- Výkon pohonné jednotky: 260 hp (190 kW)[3]

### Výkony
- Maximální rychlost: 175 km/h
- Výstup do 2000 m: 7,5 min
- Výstup do 4000 m: 19,0 min
- Dostup: nad 7000 m
- Vytrvalost: až 4 h

### Výzbroj
- 1 × synchronizovaný kulomet Spandau lMG 08 ráže 7,92 mm
- 1 × pohyblivý kulomet Parabellum MG 14 ráže 7,92 mm[4]
- max. 100 kg pum